# Berliner Morgenpost
Die Berliner Morgenpost (kurz: MoPo) ist eine 1898 gegründete Tageszeitung aus Berlin. Sie erscheint täglich und gehört seit 2014 zur Funke Mediengruppe. Die verkaufte Auflage beträgt 33.307 Exemplare, ein Minus von 81,5 Prozent seit 1998. Die Berliner Morgenpost betreibt ein redaktionelles Nachrichtenportal im Internet unter der URL morgenpost.de.

## Geschichte

### Ullstein Verlag 1898

Probeausgabe vom 19. September 1898

Die erste Ausgabe erschien am 20. September 1898. Ihr Gründer und Verleger war Leopold Ullstein. Erster Chefredakteur war Arthur Brehmer, der nicht nur der neuen Zeitung zum überragenden Erfolg verhalf, sondern mit seinen innovativen Ideen die Berliner Zeitungslandschaft nachhaltig veränderte. Der Fokus lag fortan in lokalen, mitunter heiklen Themen, beispielsweise über zwielichtige Finanzmarktteilnehmer oder Reportagen (oft von Brehmer selbst geschrieben) mitten aus dem Berliner Halbwelt- und Verbrechermilieu (z. B. die Erfolgsserie Über das dunkle Berlin) – über Orte, von denen jeder Normalberliner gehört, zu denen er aber keinen Zutritt hatte.
Die Zeitung wurde über ein wöchentliches Abonnement von 10 Pfennig (1,6 Pfennig pro Tag inklusive Zustellung) bezogen und durch eigene Boten ausgetragen (Üblich war bis dahin ein monatlicher Bezug bei Tageszeitungen zu Preisen zwischen 5 und 10 Pfennig pro Tag). Die Quittungen bestanden aus Bilderserien, die bei Kindern sehr beliebt waren. Die Zeitung zeichnete sich durch eine einfache und direkte Sprache aus, die Leser wurden methodisch durch Leserumfragen und -diskussionen sowie volkstümliche Kolumnen zur Mitarbeit erzogen, Leser-Mitteilungen von journalistischem Wert wurden angemessen honoriert. Die Zeitung versuchte politisch weitgehend neutral und nicht regierungsnah zu berichten, bei einer zeitweise leichten sozialdemokratischen Tendenz.
1899 hatte sie bereits rund 160.000 Abonnenten und damit das Konkurrenzblatt Berliner Lokal-Anzeiger von August Scherl weit übertroffen.

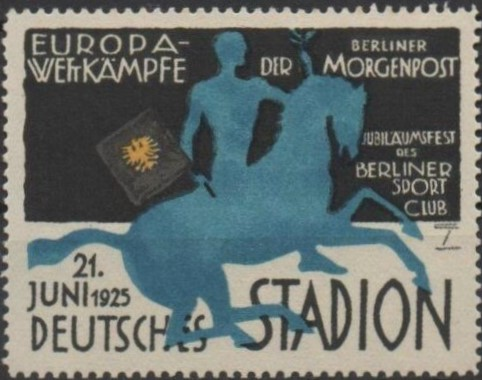
Sonderbriefmarke der Mopo, 1925

Während in den 1920er Jahren fast alle Zeitungen einen klar erkennbaren Meinungsjournalismus betrieben, zeichneten sich die Redakteure der Berliner Morgenpost bis zum Ende der Weimarer Republik durch interpretativen Journalismus aus, bei dem auf Neutralität und politische Ausgewogenheit geachtet wurde. Das Blatt erhielt während dieser Zeit einen starken Zulauf von Lesern und Anzeigenkunden. Nachweislich wechselten Tausende Abonnenten wegen einer einseitigen Berichterstattung und zunehmenden Politisierung insbesondere von der Berliner Volks-Zeitung, der Berliner Morgen-Zeitung sowie vom Berliner Tageblatt zu Ullstein-Blättern, wodurch sich die Berliner Morgenpost mit einer Auflage von nachweislich 614.680 Exemplaren zur auflagenstärksten Zeitung in der Weimarer Republik entwickelte. Bis zuletzt praktizierten die Redakteure des Ullstein Verlags einen unparteiischen Journalismus.
Nach der „Machtergreifung“ der Nationalsozialisten wurde der Ullstein Verlag 1933 schrittweise „arisiert“ und 1937 in Deutscher Verlag umbenannt. Mehrere jüdische Mitarbeiter wurden entlassen, in die Emigration getrieben oder später in Konzentrationslager deportiert, wie beispielsweise Paul Hildebrandt (1870–1948) und Elise Münzer (1869–1942). 1939 wurden die Berliner Morgen-Zeitung, 1943 die Berliner Allgemeine Zeitung und 1944 der Berliner Lokal-Anzeiger sowie die Berliner Volks-Zeitung mit der Berliner Morgenpost vereinigt. Die Berliner Morgenpost blieb auch während der NS-Zeit eine der auflagenstärksten Zeitungen und zählte zu den wenigen, die bis zum Ende des Zweiten Weltkriegs erschienen. 1944 hatte sie eine Auflage von werktags 582.300 und sonntags 772.300 Exemplaren.
Nach Kriegsende wurden 1945 alle deutschen Zeitungen vom Alliierten Kontrollrat verboten. Zeitungen ohne Lizenz blieben bis zur Gewährung der Pressefreiheit 1949 verboten. Im September 1952 erfolgte durch Rudolf Ullstein, einen Sohn des Verlagsgründers, eine Neugründung der Berliner Morgenpost, die im wiederhergestellten Ullstein Verlag erschien.

### Axel Springer Verlag 1959
Mitte der 1950er Jahre geriet der Verlag in eine schwere Finanzkrise. Axel Springer erwarb 1956 eine 26 %ige Beteiligung an der Ullstein AG. Der Kauf ging mit der Vereinbarung einher, Druck- und Vertriebskapazitäten der Häuser Ullstein und Springer verstärkt gemeinsam zu nutzen. 1959 erwarb Axel Springer die Aktienmehrheit.
Im Mai 1959 wurde der Grundstein zum neuen Druck- und Verlagshaus inmitten des ehemaligen Berliner Zeitungsviertels gelegt. Die Bauarbeiten erfolgten seit dem 13. August 1961 unter den Augen von DDR-Grenzsoldaten nahe der in unmittelbarer Nachbarschaft errichteten Mauer. Schon Monate vor der offiziellen Einweihung des Axel-Springer-Hochhauses im Oktober 1966 zogen die Redaktionen der Berliner Morgenpost vom Druckhaus Tempelhof in das neue Axel-Springer-Hochhaus.

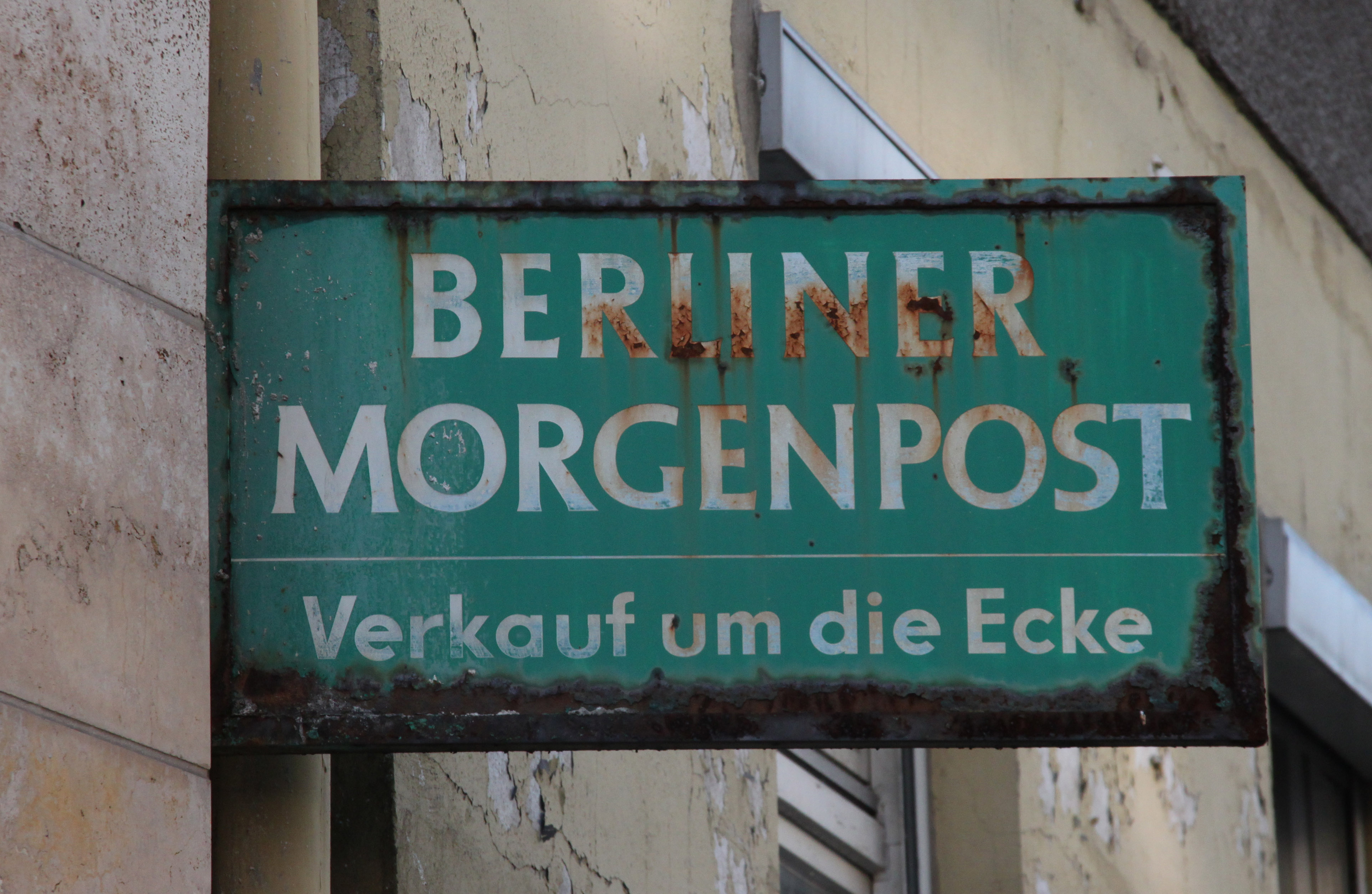
Werbetafel für die Berliner Morgenpost in Berlin, 2013

Mit der Übernahme durch Axel Springer verfolgte die Berliner Morgenpost fortan eine konservative und antikommunistische Richtung. Verlagsintern gab Springer vier Ziele vor, die alle Redakteure seiner Zeitungen in der Berichterstattung zu beachten und zu verfolgen hatten:
1. Die Wiederherstellung der Deutschen Einheit.
2. Die Aussöhnung zwischen Juden und Deutschen.
3. Die Ablehnung jeglicher Art von politischem Totalitarismus.
4. Die Verteidigung der freien sozialen Marktwirtschaft.[13]

55 Jahre lang gehörte die Berliner Morgenpost zum Portfolio des Axel Springer Verlags. 2002 wurde die Redaktion der Berliner Morgenpost mit der Redaktion der Welt fusioniert. Die Gemeinschaftsredaktion wurde 2006 mit der Redaktion der Welt am Sonntag und den Online-Redaktionen der drei Zeitungen zusammengelegt. 2012 wurde auch das Hamburger Abendblatt in die Gemeinschaftsredaktion eingegliedert. Im Juli 2013 kündigte der Vorstandsvorsitzende der Axel Springer SE, Mathias Döpfner, den Verkauf der regionalen Tageszeitungen an die Funke Mediengruppe an, weil sich der Konzern für die digitale Zukunft aufstellen wolle.
Im Dezember 2013 übernahm die Berliner Morgenpost die bisher von dem vormaligen Schwesterblatt B.Z. genutzten Etagen am Kurfürstendamm, gab die Räume jedoch im November 2022 wieder auf, indem die Redaktion an die Friedrichstraße wechselte.

### Funke Mediengruppe 2014
Zum 1. Mai 2014 übernahm die Funke Mediengruppe die Zeitung. Bis zum 31. August 2015 wurde die Berliner Morgenpost weiterhin von der Welt mit Inhalten beliefert, seitdem bezieht sie die überregionalen Inhalte von der Funke Zentralredaktion. Gedruckt wurde sie bis Dezember 2024 weiterhin von der Druckerei der Axel Springer SE in Spandau.
Seit dem 18. Dezember 2024 wird die Zeitung von der Pressedruck Potsdam GmbH gedruckt und erscheint seitdem im kleineren rheinischen Format.

## Standort

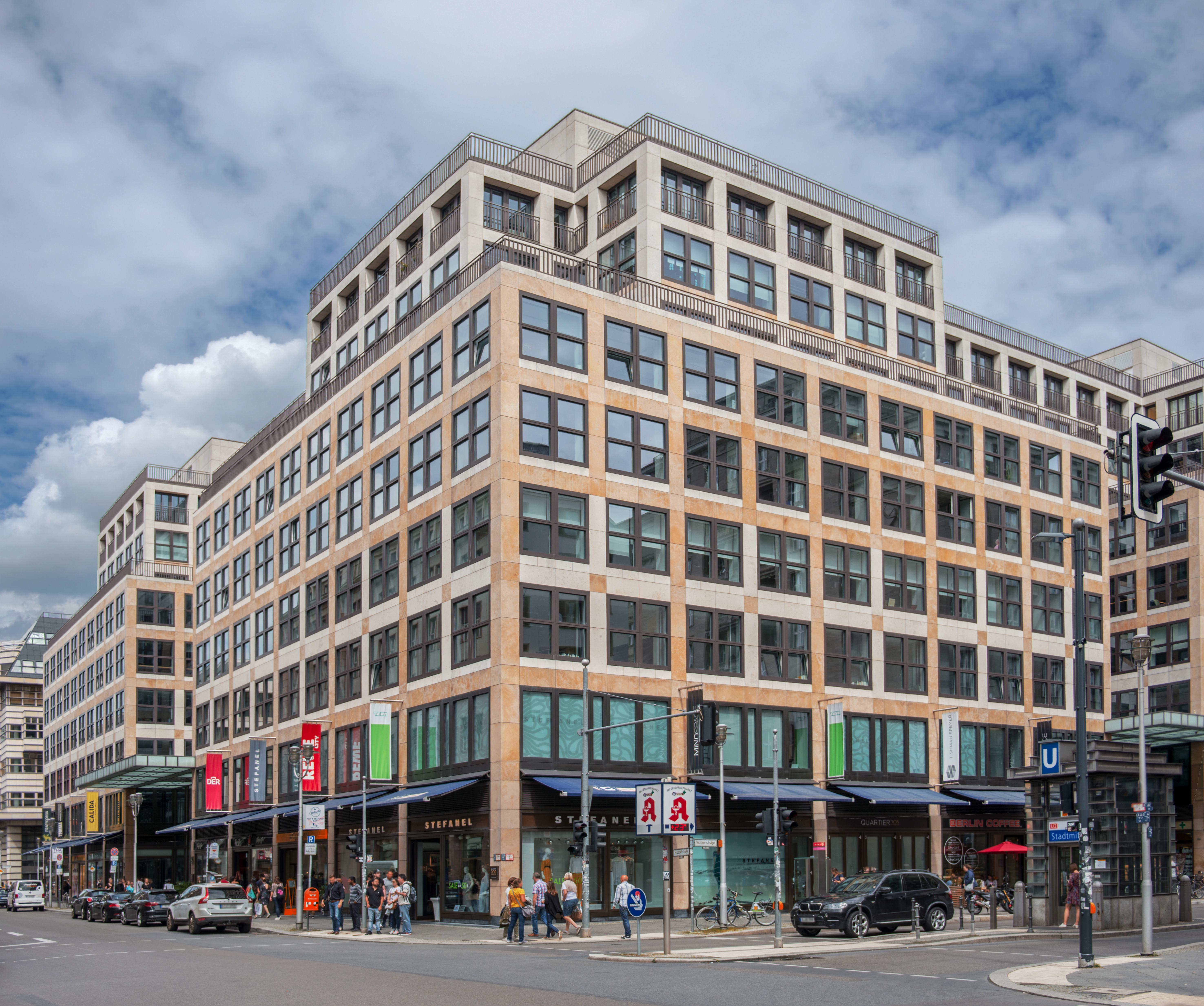
Sitz der Redaktion in der Friedrichstraße

Seit 2022 befindet sich Redaktion der Berliner Morgenpost im Quartier 205 in der Friedrichstraße.

## Auflage
Bei der Berliner Morgenpost kam es in den 2010er Jahren zu erheblichen Auflagenverlusten. Die verkaufte Auflage ist in den vergangenen 10 Jahren um durchschnittlich 10,6 % pro Jahr gesunken. Im vergangenen Jahr hat sie um 14,5 % abgenommen. Sie beträgt gegenwärtig 33.307 Exemplare. Der Anteil der Abonnements an der verkauften Auflage liegt bei 79 Prozent.

## Chefredakteure
Christine Richter war Chefredakteurin von Mai 2018 bis zu ihrer Abberufung im April 2023. Zum 1. Januar 2024 übernahm dann Peter Schink diese Aufgabe.

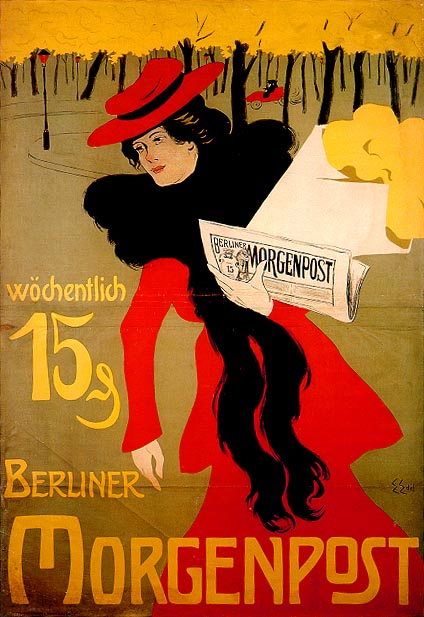
Werbeplakat von 1901, gestaltet von Edmund Edel

| 1952–1953 | Wilhelm Schulze       |
| 1953–1959 | Helmut Meyer-Dietrich |
| 1960–1972 | Heinz Köster          |
| 1973–1976 | Walter Brückmann      |
| 1976–1978 | Werner Marquardt      |
| 1978–1981 | Wolfgang Kryszohn     |
| 1981–1987 | Johannes Otto         |
| 1988–1996 | Bruno Waltert         |
| 1996–1999 | Peter Philipps        |
| 1999–2002 | Herbert Wessels       |
| 2002      | Wolfram Weimer        |
| 2003–2004 | Jan-Eric Peters       |
| 2004–2018 | Carsten Erdmann       |
| 2018–2023 | Christine Richter     |
| 2024–     | Peter Schink          |

## Leserpreis
Der Leserpreis der Berliner Morgenpost ist eine Auszeichnung, die seit 1974 im Rahmen der Internationalen Filmfestspiele Berlin an einen Beitrag aus dem internationalen Wettbewerb vergeben wird. Eine unabhängige Jury, eingesetzt aus Lesern der Tageszeitung Berliner Morgenpost, ehrt dabei den aus ihrer Sicht besten Film der Hauptsektion.

## Auszeichnungen
Die Berliner Morgenpost erhielt den renommierten European Newspaper Award für das Jahr 2011 als beste Regionalzeitung Europas. Dieser wurde 2011 beim European Newspaper Congress (ENC) verliehen, der seit 2019 in European Publishing Congress (EPC) umbenannt wurde.